# 湯浅光朝
湯浅 光朝（ゆあさ みつとも、1909年12月20日-2005年1月26日）は、日本の科学史学者。
福井県出身。1932年東京帝国大学理学部物理学科卒。1963年「科学における創造的活動の中心地の移動 十六世紀より二十世紀にいたる」で名古屋大学理学博士。
1936年陸軍士官学校教授、1938年陸軍気象部技師を兼任。1941年菅井準一と岩波物理学講座の歴史年表をまとめた。戦後は中央気象台に入り測器課長。
1954年神戸大学教授、1973年定年退官、名誉教授、専修大学教授。80年退職。
この間、日本科学史学会創立20周年記念事業実行委員長、学会会長を務め、「日本科学技術史大系」(全25巻,別巻1)の記念出版を成功させた。1974年には日本での国際科学史会議開催に尽力した。

## 受賞歴
- 毎日出版文化賞(第4回)〔昭和25年〕「科学文化史年表」
- 毎日出版文化賞(第8回)〔昭和29年〕「自然科学の名著」
- 日刊工業新聞技術・科学図書文化賞優秀賞(第4回)〔昭和63年〕「コンサイス科学年表」

## 著書
- 『科学五十年』時事通信社 二十世紀日本文明史　1952
- 『科学史』東洋経済新報社 日本現代史大系　1961
- 『宇宙の探究』日本放送出版協会　NHKブックス　1965
- 『物質の探究』日本放送出版協会 NHKブックス　1976
- 『日本の科学技術100年史』中央公論社 1980-84

### 編著
- 『解説科学文化史年表』編 中央公論社 1950
- 『自然科学の名著』編 毎日新聞社 1954
- 『現代科学技術史年表』編 三一書房 日本現代史年表　1961
- 『コンサイス科学年表』編著 三省堂 1988

## 論文
- 湯浅光朝